# Max Baldry
Pour les articles homonymes, voir Baldry.
Maxim Alexander Baldry, dit Max Baldry, est né le 5 janvier 1996 à Redhill dans le Surrey (Royaume-Uni). Il est un acteur et musicien britannique.
Il est principalement connu pour avoir joué dans le film Les Vacances de Mr Bean (2007), et dans les séries télévisées Rome (2007) et Hollyoaks (2016-2017).
Il est le leader et chanteur du groupe de rock alternatif Terra Twin, basé à Londres.

## Biographie
Maxim Baldry est né le 5 janvier 1996, de Simon et Carina Baldry. Il a un frère aîné, Vic Baldry, né en 1984, qui travaille dans le marketing.
Bien qu'il soit né au Royaume-Uni, il passe les sept premières années de sa vie à Moscou en Russie puis à Varsovie en Pologne, où son père travaille pour la société Cadbury, avant de rentrer au Royaume-Uni en 2003. Il parle ainsi couramment russe et anglais.
En 2008, il est scolarisé à la Stoke Mandeville Combined School, une prestigieuse école du Buckinghamshire, où il participe à de nombreuses activités sportives (football, rugby, tennis et tennis de table).
En 2010, il est sélectionné pour faire partie du National Youth Theatre. Il étudie au Berkhamsted Collegiate School.

## Carrière
Intéressé très jeune par la comédie, il participe à de nombreuses productions théâtrales, parmi lesquelles Pierre et le Loup, qu'il joue au Victoria and Albert Museum de Londres. En 2005, il entre à la Jackie Palmer Stage School, où il apprend la danse, le chant et le théâtre.
Il se fait connaître en jouant dans le film Les Vacances de Mr Bean en 2007 aux côtés de Rowan Atkinson, ce qui lui vaut une nomination aux Young Artist Awards. Il joue ensuite le rôle de Césarion dans la série télévisée Rome. En 2008, il joue sur la scène du National Theatre dans la pièce La Rose tatouée.
Entre 2016 et 2017, il joue dans la série télévisée britannique Hollyoaks. 
En 2019, il interprète Viktor Goraya, un réfugié ukrainien, dans la série britannique Years and Years.
En 2022, il interprète le rôle de Isildur, dans la série Le Seigneur des anneaux : Les Anneaux de pouvoir.

## Filmographie

### Cinéma

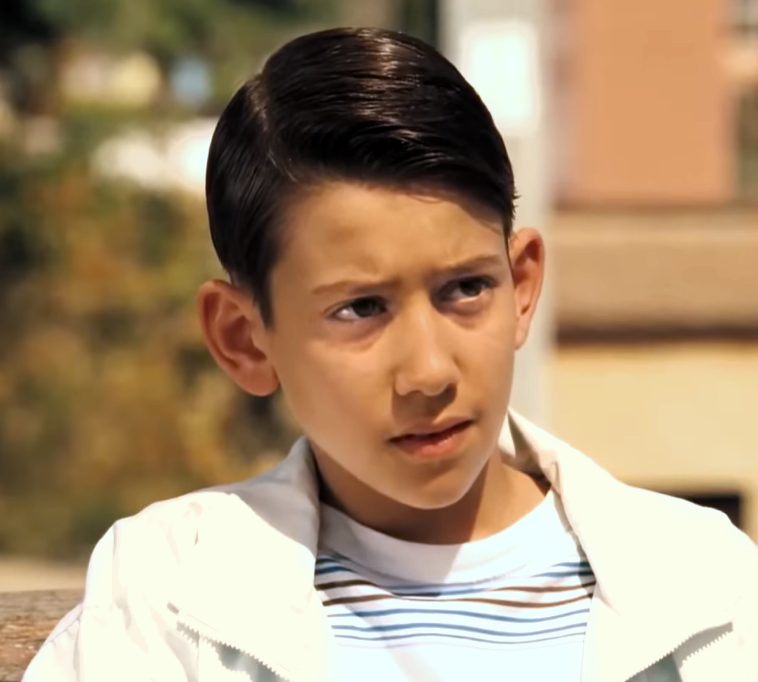
Baldry dans Les Vacances de Mr Bean, 2007

#### Longs métrages
- 2005 : Plume et l'Île mystérieuse (Der Kleine Eisbär 2 : Die geheimnisvolle Insel) de Piet De Rycker et Thilo Rothkirch : Chucho (voix)
- 2007 : Les Vacances de Mr Bean (Mr. Bean's Holiday) de Steve Bendelack : Stepan Dachevsky
- 2019 : Last Christmas de Paul Feig : Ed

#### Courts métrages
- 2009 : The Kinematograph de Tomasz Baginski : Un garçon (voix)
- 2019 : Melodie Saviour d'Harry Bowley : Melodie Saviour

### Télévision

#### Séries télévisées
- 2007 : Rome : Césarion
- 2012 : Skins : Banjo
- 2012 : Sadie J: Jazper
- 2016 - 2017 : Hollyoaks : Liam Donovan
- 2019 : Years and Years : Viktor Goraya
- 2020 : Doctor Who : Dr John Polidori
- 2020 : Strike Back : Loric
- Depuis 2022 : Le Seigneur des Anneaux : Les Anneaux de Pouvoir (The Lord of the Rings : The Rings of Power) : Isildur

#### Téléfilm
- 2018 : Lake Placid : l'Héritage (Lake Placid : Legacy) de Darrell Roodt : Dane

## Nomination
- 2008 : Young Artist Awards : Meilleur second rôle masculin dans un film pour Les Vacances de Mr Bean

## Discographie

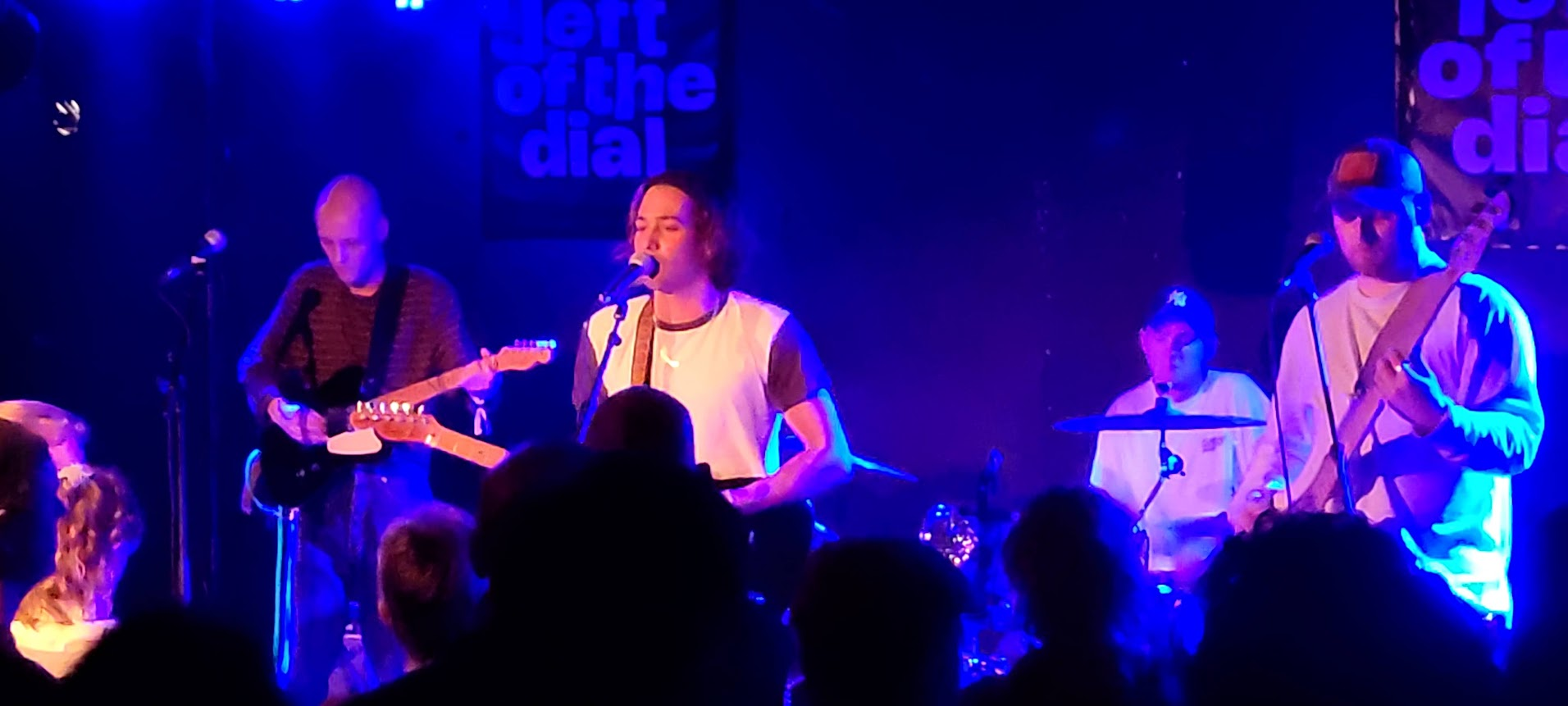
Baldry et son groupe Terra Twin au festival 2023 (Rotterdam)